# Empresa Brasileira de Pesquisa Agropecuária
A Empresa Brasileira de Pesquisa Agropecuária (Embrapa) é uma empresa pública de pesquisa vinculada ao Ministério da Agricultura e Pecuária (Mapa) do Brasil. Criada em 26 de abril de 1973, pelo 28º presidente do Brasil, General de Exército Emílio Garrastazu Médici, tem como objetivo o desenvolvimento de tecnologias, conhecimentos e informações técnico-científicas voltadas para a agropecuária brasileira.
Tem como missão "Viabilizar soluções de pesquisa, desenvolvimento e inovação para a sustentabilidade da agricultura, em benefício da sociedade brasileira". Veja mais.
A sua atuação junto à sociedade baseia-se numa estrutura organizacional composta de Unidades de Pesquisa, Unidades de Serviços e Unidades Centrais, contando com mais de 7 mil empregados, dos quais mais de 2 mil são pesquisadores. Suas unidades (centros de pesquisa) estão distribuídas em quase todos os Estados do Brasil e suas ações de pesquisa têm abrangência nacional (veja a página "Embrapa no Brasil").
A Embrapa compõe o Sistema Nacional de Pesquisa Agropecuária (SNPA), também constituído por instituições públicas federais, estaduais, universidades, empresas privadas e fundações que, de forma cooperada, executam pesquisas nas diferentes áreas geográficas e campos do conhecimento científico.
Em termos de cooperação internacional, a Embrapa mantém acordos bilaterais de cooperação técnica com inúmeros países e instituições, bem como acordos multilaterais com organizações internacionais, envolvendo principalmente a pesquisa em parceria. Mantém ainda laboratórios virtuais no exterior (Labex) para o desenvolvimento de pesquisas e prospecção de tendências em temas na fronteira do conhecimento nos Estados Unidos, Europa, Coreia do Sul e China. Também possui um escritório em Gana para compartilhar conhecimento científico e tecnológico junto aos países africanos e, mais recentemente, no Panamá e Venezuela visando a uma atuação na América Latina.
É uma das poucas empresas brasileiras autorizadas a utilizar a insígnia da Ordem de Rio Branco, concedida em 2006 pelo presidente Luiz Inácio Lula da Silva.

## Unidades de pesquisa da Embrapa

### Centros de pesquisa de produtos
Têm atuação voltada para as cadeias de produtos agropecuários, sejam elas de abrangência nacional ou regional.
- Embrapa Rondônia, Porto Velho, RO.
- Embrapa Acre, Rio Branco, AC.
- Embrapa Algodão, Campina Grande, PB. Pesquisa algodão, mamona, amendoim, gergelim e sisal.
- Embrapa Arroz e Feijão, Santo Antônio de Goiás, GO. Pesquisa e desenvolvimento para as cadeias produtivas do arroz e do feijão.
- Embrapa Caprinos e Ovinos, Sobral, CE. Pesquisa e desenvolvimento sobre caprinos e ovinos.
- Embrapa Florestas, Colombo, PR. Pesquisa e desenvolvimento para florestas cultivadas e naturais.
- Embrapa Gado de Corte, Campo Grande, MS. Pesquisa e desenvolvimento para a cadeia produtiva de bovinos de corte.
- Embrapa Gado de Leite, Juiz de Fora, MG. Pesquisa e desenvolvimento para a cadeia produtiva do leite.
- Embrapa Hortaliças, Distrito Federal, DF. Pesquisa e desenvolvimento para as cadeias produtivas de hortaliças (abóbora, mandioca, batata, batata-doce, berinjela, cebola, cenoura, couve, ervilha, grão-de-bico, lentilha, mandioquinha, melão, milho doce, mostarda, pepino, repolho, tomate, etc.).
- Embrapa Mandioca e Fruticultura Tropical, Cruz das Almas, BA. Pesquisa e desenvolvimento para a cadeia produtiva da Mandioca e fruteiras tropicais.
- Embrapa Milho e Sorgo, Sete Lagoas, MG. Pesquisa e desenvolvimento para a cadeia produtiva do milho, do sorgo e outros cereais tropicais.
- Embrapa Pecuária Sudeste, São Carlos, SP. Pesquisa e desenvolvimento para a cadeia produtiva de bovinos (corte e leite) e a equinocultura no âmbito da região sudeste.
- Embrapa Pesca e Aquicultura, Palmas, TO.
- Embrapa Soja, Londrina, PR. Pesquisa e desenvolvimento para a cadeia produtiva da soja e outras oleaginosas.
- Embrapa Suínos e Aves, Concórdia, SC. Pesquisa e desenvolvimento paras as cadeias produtivas de suíno e aves (frangos de corte e galinhas de postura).
- Embrapa Trigo, Passo Fundo, RS. Pesquisa trigo, cevada, triticale, centeio, canola, ervilha forrageira, soja, milho e feijão.
- Embrapa Uva e Vinho, Bento Gonçalves, RS. Pesquisa uva, vinho, maçã e outras fruteiras de clima temperado.

### Centros de pesquisa de temas básicos
Atuam em temas e processos básicos e transversais às várias cadeias de produtos agropecuários e no suporte aos demais centros de pesquisa.
- Embrapa Agrobiologia, Seropédica, RJ. Pesquisa e desenvolvimento sobre processos biológicos no solo (ex. fixação biológica de nitrogênio) e em agroecologia.
- Embrapa Agroenergia, Brasília, DF. Pesquisa e desenvolvimento sobre a produção de energia (ex. biodiesel, biogás etc. ) a partir de matérias-primas da agropecuária (óleos, gorduras, biomassa vegetal, florestas).
- Embrapa Agroindústria de Alimentos, Rio de Janeiro, RJ. Pesquisa em tecnologia de alimentos.
- Embrapa Agroindústria Tropical, Fortaleza, CE. Pesquisa e desenvolvimento em agroindústria (cultivo, processamento, armazenamento) de fruteiras tropicais.
- Embrapa Informática Agropecuária, Campinas, SP. Pesquisa em tecnologia da informação para o agronegócio.
- Embrapa Instrumentação, São Carlos, SP. Pesquisa em agricultura de precisão, meio ambiente, biotecnologia, automação de processos, novos materiais, agricultura e agroindústria familiar e qualidade de produtos e matérias-primas.
- Embrapa Meio Ambiente, Jaguariúna, SP. Pesquisa em manejo e gestão ambiental.
- Embrapa Territorial, Campinas, SP. Pesquisa em sistemas de informação geográfica, redes eletrônicas, aquisição e processamento de imagens de satélite e dados obtidos no campo.
- Embrapa Recursos Genéticos e Biotecnologia, Brasília, DF. Pesquisa em biotecnologia, controle biológico, recursos genéticos e segurança biológica.
- Embrapa Solos, Rio de Janeiro, RJ. Pesquisa em solo e suas interações com o ambiente.

### Centros de pesquisa ecorregionais
Têm atuação voltada para o aprimoramento de sistemas de produção das cadeias de produtos agropecuários mais relevantes de um Bioma ou região, bem como para a caracterização, avaliação e conservação dos recursos naturais destes locais.
- Embrapa Acre, Rio Branco, AC. Pesquisa, desenvolvimento e inovação tecnológica sobre sistemas agroflorestais, recursos naturais e cadeias produtivas do Estado do Acre.
- Embrapa Agrossilvipastoril, Sinop, MT. Pesquisa, desenvolvimento e inovação tecnológica sobre sistemas agrossilvipastoris (sistemas integrados - agricultura, florestas e pecuária).
- Embrapa Agropecuária Oeste, Dourados, MS. Pesquisa na região oeste do Brasil.
- Embrapa Amapá, Macapá, AP.
- Embrapa Amazônia Ocidental, Manaus, AM. Pesquisa, desenvolvimento e inovação tecnológica sobre sistemas agroflorestais, recursos naturais e cadeias produtivas da porção ocidental do Bioma Amazônico.
- Embrapa Amazônia Oriental, Belém, PA. Pesquisa, desenvolvimento e inovação tecnológica sobre recursos naturais e cadeias produtivas da porção oriental (leste) do Bioma Amazônico.
- Embrapa Cerrados, Brasília, DF. Pesquisa, desenvolvimento e inovação tecnológica para a agropecuária e recursos naturais do Bioma Cerrado.
- Embrapa Clima Temperado, Pelotas, RS. Pesquisa na região de clima temperado do Brasil. Desenvolve atividades nas áreas de recursos naturais, meio ambiente, grãos, fruticultura, oleráceas, sistemas de pecuária com ênfase para gado e agricultura de base familiar.
- Embrapa Cocais, São Luís, MA.
- Embrapa Meio-Norte, Teresina, PI.
- Embrapa Pantanal, Corumbá, MS. Pesquisa, desenvolvimento e inovação tecnológica para a agropecuária e recursos naturais do Bioma Pantanal.
- Embrapa Pecuária Sul, Bagé, RS. Pesquisa, desenvolvimento e inovação tecnológica para pastagens, bovinos de corte, bovinos de leite e ovinos na Região Sul do Brasil.
- Embrapa Rondônia, Porto Velho, RO.
- Embrapa Roraima, Boa Vista, RR.
- Embrapa Semiárido, Petrolina, PE. Pesquisa, desenvolvimento e inovação tecnológica para a agropecuária e recursos naturais do semiárido, especialmente do Bioma Caatinga.
- Embrapa Tabuleiros Costeiros, Aracaju, SE.

## Orçamento e gastos
Informações sobre aportes de recursos para a Embrapa são obtidas no Portal da Transparência do Governo Federal brasileiro (http://www.portaltransparencia.gov.br/).